# Montreuil-aux-Lions
Montreuil-aux-Lions ist eine französische Gemeinde  mit 1.328 Einwohnern (Stand: 1. Januar 2022) im Département Aisne in der Region Hauts-de-France. Sie  gehört zum Arrondissement Château-Thierry und zum Kanton Essômes-sur-Marne.

## Geografie
Die Gemeinde Montreuil-aux-Lions liegt an der Grenze zum Département Seine-et-Marne, 16 Kilometer westsüdwestlich von Château-Thierry und 27 Kilometer ostnordöstlich von Meaux. Umgeben wird Montreuil-aux-Lions von den Nachbargemeinden Marigny-en-Orxois im Norden und Nordosten, Bézu-le-Guéry im Osten und Südosten, Sainte-Aulde im Süden und Südwesten sowie Dhuisy im Westen. Durch die Gemeinde führt die Autoroute A4.

## Bevölkerungsentwicklung
| Jahr                       | 1962 | 1968 | 1975 | 1982 | 1990 | 1999 | 2006 | 2013 | 2022 |
| Einwohner                  | 585  | 585  | 630  | 701  | 1001 | 1197 | 1333 | 1384 | 1328 |
| Quellen: Cassini und INSEE |      |      |      |      |      |      |      |      |      |

## Sehenswürdigkeiten
- Kirche Saint-Martin aus dem 13. Jahrhundert, seit 1921 Monument historique
- Kommanderie des Tempelritterordens
- vier Lavoirs
- britischer Militärfriedhof

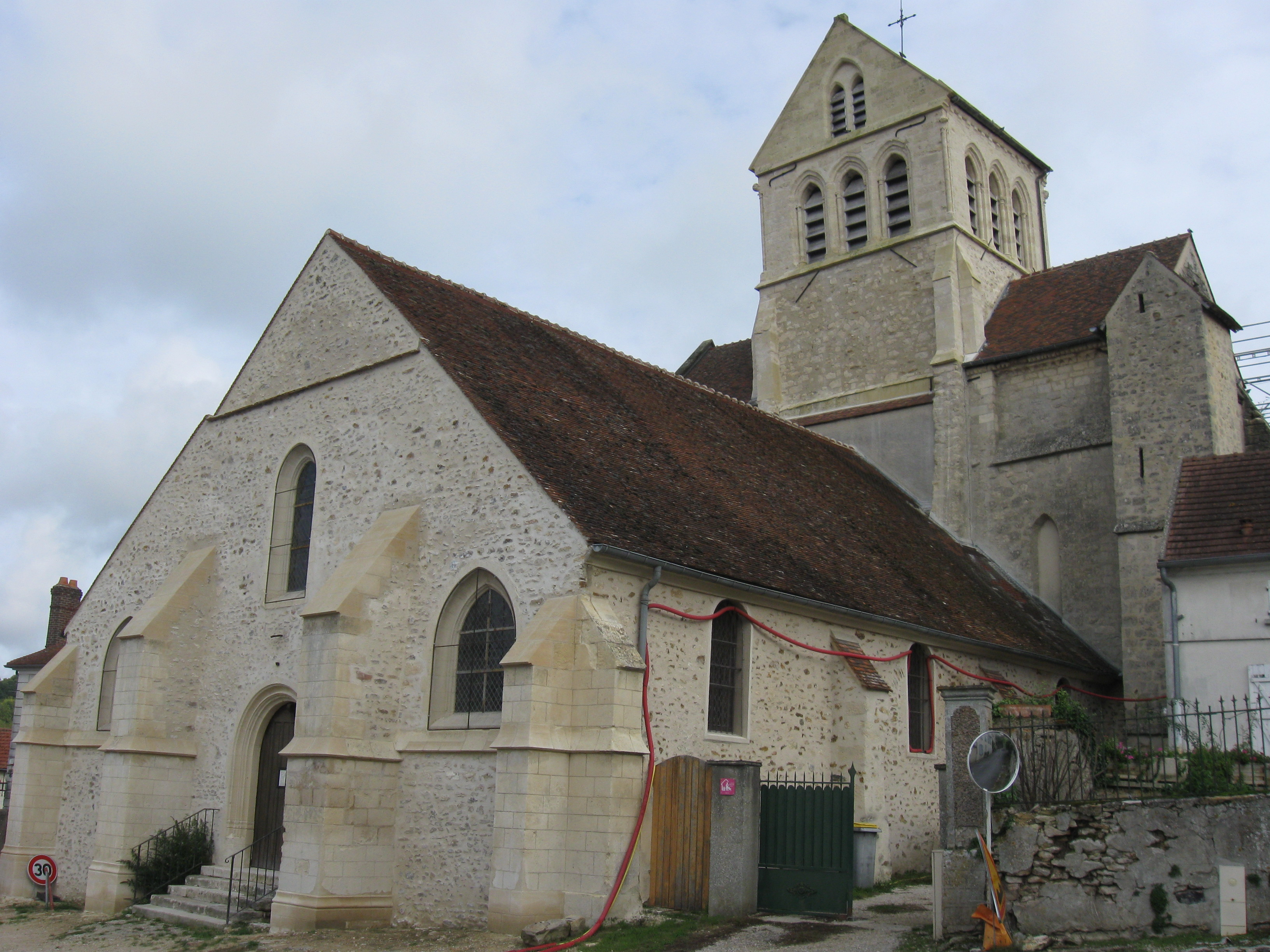
Kirche Saint-Martin
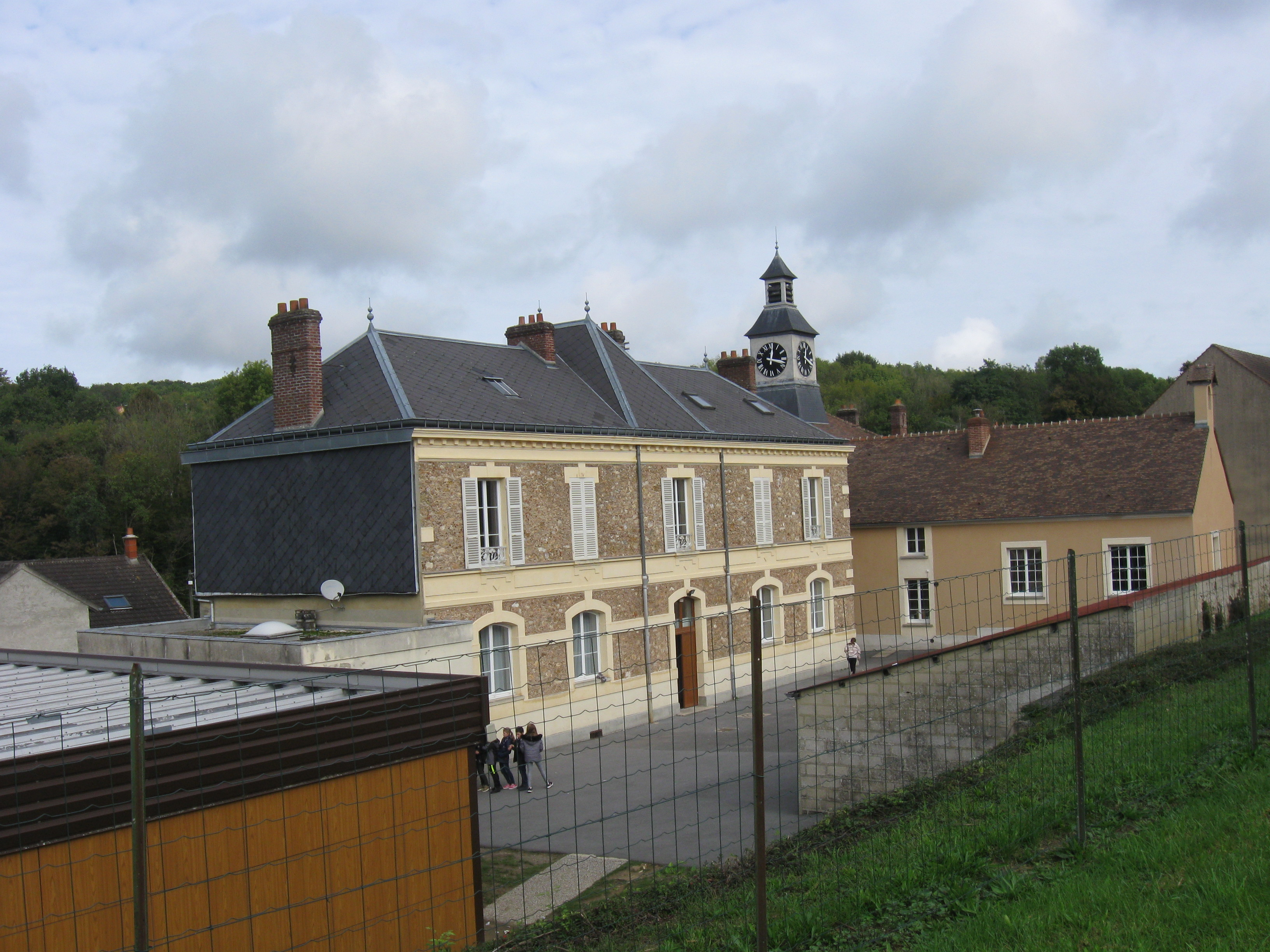
Schule